# Neosisyphus astriatus
Neosisyphus astriatus là một loài bọ cánh cứng trong họ Bọ hung (Scarabaeidae).